# Peremyšljany
Peremyšljany (in ucraino Перемишляни?; in polacco Przemyślany) è una città dell'Ucraina (6 415 abitanti) situata nel distretto di Leopoli, nell'oblast' di Leopoli. Ospita l'amministrazione della comunità territoriale di Peremyšljany, una delle comunità territoriali dell'Ucraina.
Fino al 18 luglio 2020 Peremyšljany è stata il centro amministrativo del distretto di Peremyšljany, abolito come parte della riforma amministrativa dell'Ucraina, che ha ridotto a sette il numero dei distretti dell'oblast' di Leopoli. L'area del distretto di Peremyšljany è stata trasferita al distretto di Leopoli.